# Jessica Pilz
Jessica Pilz (Haag, 22 de noviembre de 1996) es una deportista austríaca que compite en escalada, especialista en las pruebas de dificultad y combinada.
Participó en dos Juegos Olímpicos de Verano, obteniendo una medalla de bronce en París 2024, en la prueba combinada, y el séptimo lugar en Tokio 2020, en la misma prueba.
Ganó cuatro medallas en el Campeonato Mundial de Escalada entre los años 2018 y 2023, y cinco medallas en el Campeonato Europeo de Escalada entre los años 2015 y 2022.
Además, consiguió una medalla de oro en los Juegos Mundiales de 2022.

## Palmarés internacional
| Juegos Olímpicos   | Juegos Olímpicos             | Juegos Olímpicos  | Juegos Olímpicos |
| Año                | Lugar                        | Medalla           | Prueba           |
| ------------------ | ---------------------------- | ----------------- | ---------------- |
| 2024               | París (Francia)              | Medalla de bronce | Combinada        |
| Campeonato Mundial |                              |                   |                  |
| Año                | Lugar                        | Medalla           | Prueba           |
| 2018               | Innsbruck (Austria)          | Medalla de oro    | Dificultad       |
| 2018               | Innsbruck (Austria)          | Medalla de plata  | Combinada        |
| 2021               | Moscú (Rusia)                | Medalla de oro    | Combinada        |
| 2023               | Berna (Suiza)                | Medalla de plata  | Combinada        |
| Campeonato Europeo |                              |                   |                  |
| Año                | Lugar                        | Medalla           | Prueba           |
| 2015               | Innsbruck (Austria)          | Medalla de oro    | Combinada        |
| 2015               | Chamonix (Francia)           | Medalla de bronce | Dificultad       |
| 2017               | Campitello di Fassa (Italia) | Medalla de bronce | Dificultad       |
| 2022               | Múnich (Alemania)            | Medalla de plata  | Dificultad       |
| 2022               | Múnich (Alemania)            | Medalla de bronce | Combinada        |